# Chełm Dolny
 Chełm Dolny  (deutsch  Wartenberg) ist ein Dorf in der Woiwodschaft Westpommern in Polen. Es gehört zur Gmina Trzcińsko-Zdrój (Gemeinde Bad Schönfließ) im Powiat Gryfiński (Greifenhagener Kreis).

## Orts- und Gutsgeschichte
Der neumärkische Ort, gelegen im Kreis Könisgberg. Nm, ist vor allem durch das Gut Wartenberg bekannt, welches der uradeligen Familie von Tresckow gehörte. Dieses Gut hatte Ende des 19. Jahrhunderts einen Flächenumfang von 494 ha. Bekannt wurde die Ortschaft durch den Gutsherrn Hermann von Tresckow, der es bis zum General brachte und den Besitz von seinem gleichnamigen Onkel Hermann von Tresckow-Blankenfelde übernommen hatte. Sein Nachfolger wurde der zweite Sohn Rittmeister Jürgen von Tresckow, Herr auf 658 ha, Hauptwohnsitz teilweise in Sanzkow (Pommern), der kurz vor Kriegsende 1945 an den Folgen eines Jagdunfalls starb. Seine Ehefrau Hedwig von Werder wurde am 31. Januar 1945 beim Einmarsch der Roten Armee erschossen. Faktischer Erbe wiederum wurde dessen Sohn Christoph von Tresckow (1925–2023), der später auch vielfach als Buchautor agierte.
Neben dem Tresckow-Gut gab es im Ort vor 1929, also vor der großen Wirtschaftskrise, fünf weitere landwirtschaftliche Betriebe, die der Familien Julius Rehdorf, Hermann Rückheim, Gustav Schulz, Minna Schulz und Hermann Tügge, im Mittelwert um die 25 ha groß. 1939 hatte der Ort 203 Einwohner.
Aus Wartenberg kommen Gerd von Tresckow und sein jüngerer Bruder Henning von Tresckow, beide im aktiven Widerstand gegen Hitler. Henning von Tresckow wurde anfangs in der Wartenberger Familiengruft beigesetzt, dann wieder auf Geheiß der Machthaber entnommen. Beim Leichnam seines Bruders verhinderte das NS-Regime gleich eine Bestattung.
Im Ort ist die Kirche „Heiliges Herz“, eine Feldsteinkirche aus dem 13. Jahrhundert, vorhanden. Der Friedhof wurde zerstört. Einige alte Grabsteine wurden in Form eines Lapidariums wieder aufgestellt.